# オオゴムタケ
オオゴムタケ（大護謨茸、学名: Trichaleurina tenuispora）は、ピロネマキン科トリカレウリナ属の中型のキノコ（菌類）。子実体の中はゼラチン質で、ゴムのような弾力があり、食用もされている。

## 分布・生態
世界中の温帯から熱帯にかけて分布する。
木材腐朽菌（腐生菌、腐生性）。初夏から中秋にかけて、里山など雑木林のミズナラ・コナラ・クヌギ・カシ類などの広葉樹の朽倒木、切り株などの上に単生または群生する。ときにシイタケ栽培のほだ木や伐採された丸太からも発生する。本種の菌糸が広がった木材はかたくなり、黒く変色する。水分を含んだ材に発生する率が高いとも言われる。

## 形態

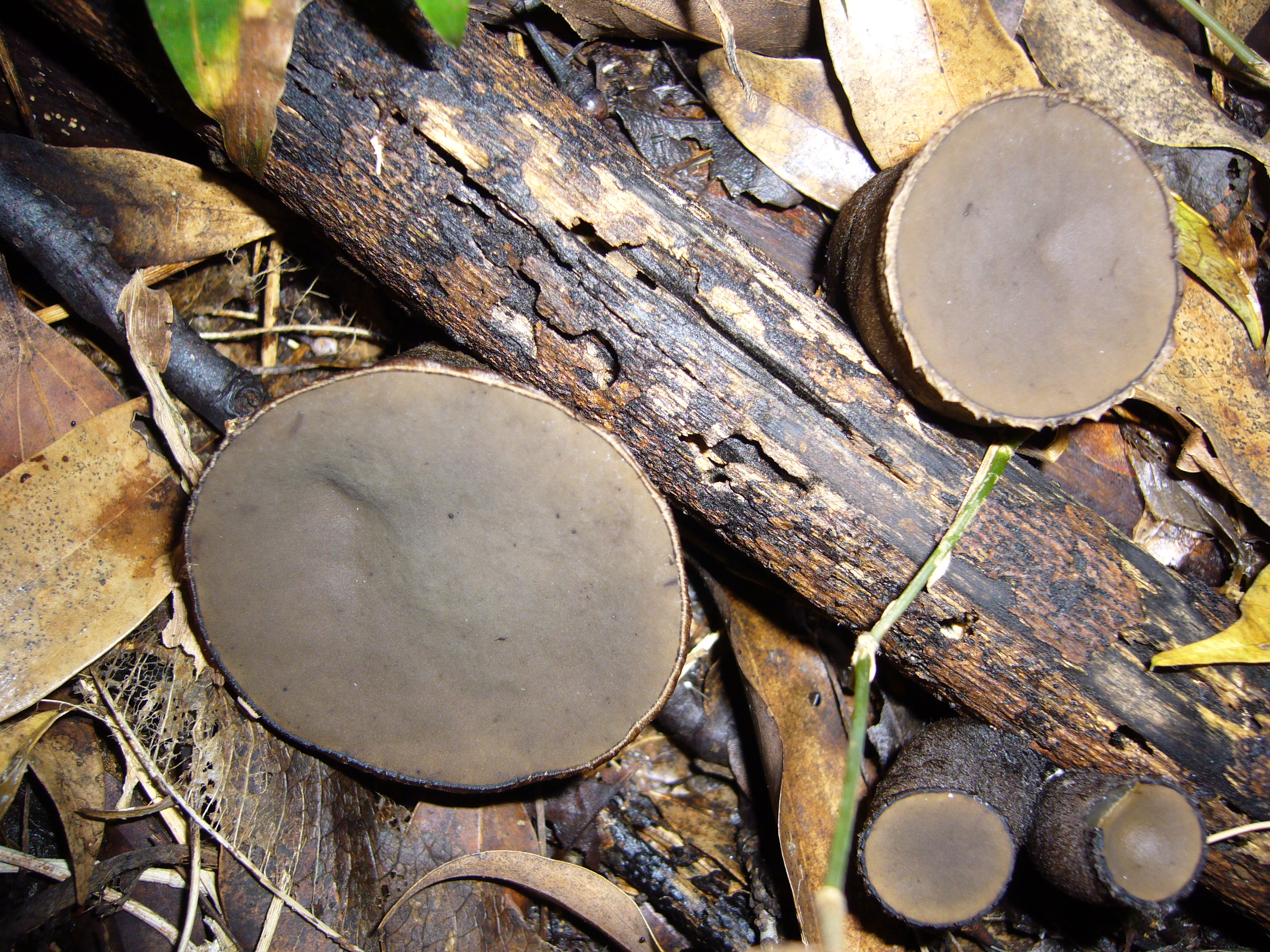
成菌の子実体は半球形から倒円錐形で、上部が円く平坦な子囊層が現れる。

子実体（子囊板）は暗褐色から黒褐色で、半球形から倒円錐形で、はじめの若い時期はほぼ球形をしているが、生長するにつれて半球形になり、上部が丸く凹んで臼形なり、その孔が広がり平坦な面が現れる。子実体の径は4 - 7センチメートル (cm) 、高さは3 - 4 cmほどになる。成菌になると子実層（臼の内面）は平らかわずかに凹んでおり、黒色か黒褐色に変色する。その外側の表面は灰褐色で、綿毛のような菌糸が密生している。
組織内部は薄い灰色で、透明なゼリー状をしたゼラチン層がある。肉はゴム状の弾力があり、新鮮なときは著しく肉厚で無味無臭。
子囊胞子は青色を帯び、青く染まるイボ状突起がある。

## 利用
新鮮であれば、皮をむくと半透明の寒天質の肉が現れるので、このゼリー部分を軽く茹でて食することができる。肉はこんにゃくのような弾力があり歯切れが良い。食べるときは口当たりが良くない外皮を剥ぎ取り、さっと茹でてから酢醤油、マヨネーズ和え、酢味噌和え、汁物などにする。黒蜜やシロップをかけて冷やしたデザートにするとよいといわれる。

## 類似種
同じ仲間のキノコに、ゴムタケ（Bulgaria inquinans、ゴムタケ科）がある。